# Оушн Рейнджер (нефтяная платформа)
Оушн Рейнджер (англ. Ocean Ranger) — погибшая (утонувшая) в 1982 году американская полупогружная нефтяная платформа, чья катастрофа вызвала глубокий шок в западном мире. Собственник — американская ODECO, пионер добычи полезных ископаемых на шельфе. Платформа была самодвижущейся, содержала буровую установку и помещения для проживания персонала в условиях работы вахтовым методом.

## Постройка и тактико-технические данные
Проект был заказан американскими нефтяниками японской компании-судостроителю Mitsubishi Heavy Industries в 1976 году, платформа была построена в Хиросиме. Длина платформы составляла 121 м, ширина 80 м, высота 103 м. Общая масса — 25 тысяч тонн. Имела 20 якорей, каждый по 20 тонн весом. Платформа могла перемещаться благодаря двум 122-метровым понтонам, и требовала глубины моря не менее 24 метров.
Максимальная глубина моря в точке добычи — 460 метров, добыча ископаемого сырья с максимальной глубины в 7600 метров.
По документам платформа предназначалась для работы в «неограниченных» погодных условиях, должна была выдерживать ветер до 51,4 м/с и волну в 34 метра.

## История эксплуатации
После приемки платформа эксплуатировалась у берегов США в районе Аляски, Нью-Джерси и Ирландии. В ноябре 1980 года была перебазирована в район Большой Ньюфаундлендской банки. С 21 ноября 1981 года «Оушн Рейнджер» работала на нефтяном месторождении Хайберния на скважине J-34 до момента трагедии. Рядом с ней работали две другие платформы «Sedco 706» и «Zapata Ugland» — в 14 и 31 км соответственно.

## Катастрофа
Накануне катастрофы 14 февраля 1982 года персонал «Оушн Рейнджер» (и персонал находившихся поблизости двух других платформ) получил от метеорологов предупреждение о крайне сильном шторме, надвигающемся из глубин Атлантики. По инструкции подготовка к шторму включала в себя подвес бурильной трубы в подводном положении над скважиной с установкой противовыбросового превентора на устьевое отверстие скважины. После этого персонал отсоединился от натяжителя водоотделяющей колонны.
Около 19:00 местного времени у соседней платформы «Sedco 706» выплеснулась очень высокая так называемая волна-убийца, которая залила там палубу, поломав часть оборудования и смыла спасательный плот. Через некоторое время эфир заполнили голоса персонала «Оушн Рейнджер», описывающие, что волны пробили вырез колонковой трубы, и приказы старшего подчиненным о том, как немедленно заделать пробоину. «Оушн Рейнджер» также сообщил на материк, что средняя высота волн при шторме составляет 17 метров, с выбросами некоторых волн в 20 метров, при том, что уязвимость расположена на высоте всего 8,5 метров.
Некоторое время после 21:00 в сообщениях «Оушн Рейнджер», услышанных на соседних платформах, появилась информация о том, что на панели управления балластной системой выводится информация, что балласт начал перемещаться самопроизвольно под действием волн. Остаток вечера рутинный радиотраффик между «Оушн Рейнджер», двумя соседними платформами и континентом не предвещал ничего необычного.
Однако, в 00:52 по местному времени 15 февраля 1982 года с «Оушн Рейнджер» внезапно поступил сигнал Mayday. Это была первая радиограмма с гибнущей платформы, рапортующая о каких-то серьезных проблемах. Немедленно было задействовано вспомогательное судно платформы «Seaforth Highlander», вспомогательные суда двух других платформ — «Boltentor» и «Nordertor». Около 01:00 были задействованы Канадские вооружённые силы и были готовы к взлету вертолеты спасателей.
В 01:30 от «Оушн Рейнджер» поступила последняя радиограмма: 

Дальнейших радиограмм от «Оушн Рейнджер» не будет, экипаж отправился к спасательным шлюпкам
Оригинальный текст (англ.)There will be no further radio communications from Ocean Ranger. We are going to lifeboat stations

Огромная нефтяная платформа погружалась под воду несколько минут в период с 03:07 до 03:13.
Спасательные действия при ветре в 50 метров в секунду и шторме с высотой волн в 17 метров были невозможны, поскольку любая попытка была обречена и вызвала бы лишь дополнительные жертвы среди спасателей. Все 84 человека, работавшие на «Оушн Рейнджер» (46 человек персонала и 38 сотрудников контрагентов, так называемых «имплантов») погибли через 1-3 часа, замерзнув на плотах, обливаемые ледяной водой. К утру работали лишь спасательные радиомаяки.

## Последствия
В последующие недели 22 тела персонала были обнаружены в этом районе Атлантики. У всех причиной смерти была объявлена гипотермия с последующим утоплением.
Через несколько недель после трагедии «Оушн Рейнджер» нашли сонарами на морском дне в 148 метрах от скважины J-34.